# Liefergarantie
Mit einer Liefergarantie (oder Lieferbürgschaft; englisch delivery bond, französisch garantie de livraison) übernimmt der ausstellende Garant oder Bürge die Haftung für die ordnungsgemäße Lieferung aus einem Vertrag, beispielsweise aus einem Kauf- oder Werkvertrag.
Ist bei einem Kauf- oder Werkvertrag die Lieferung durch Lieferfrist hinausgezögert, entsteht für den Auftraggeber/Importeur/Käufer ein Gegenparteiausfallrisiko (siehe Erfüllungsrisiko, Kontrahentenrisiko). Dieses besteht in der Gefahr, dass der Auftragnehmer/Exporteur/Verkäufer am Liefertermin seiner Verpflichtung aus der fälligen Lieferung teilweise oder gar nicht nachkommt, während der Käufer die eigene Zahlungsverpflichtung erfüllt hat. Je länger die Lieferfrist hinausgeschoben ist, umso höher wird das Risiko der Nichterfüllung. Langdauernde Lieferfristen gibt es in der Wirtschaft dort, wo Güter bei Bestellung erst noch hergestellt werden müssen. Liefergarantien haben im Rahmen von Werkverträgen Bedeutung und sind in der Bauwirtschaft, im Anlagen-, Flugzeug-, Maschinen- und Schiffbau üblich. Aufgrund von Insolvenzanfälligkeit kommen Liefergarantien im Bauwesen häufig vor. Das Fabrikationsrisiko lässt sich allerdings durch Kreditinstitute oder Versicherer in Form von Liefergarantien/Lieferbürgschaften absichern. 
Liefergarantien/-Bürgschaften erreichen im Regelfall zwischen 5 % und 10 % des Vertragswertes. Ihr Pedant ist die Zahlungsgarantie, die erforderlich wird, wenn der Käufer nicht sofort zahlt, sondern in den Zahlungsbedingungen ein Zahlungsziel eingeräumt bekommt.

## Rechtsfragen
Liefergarantien sind bei hohem Lieferrisiko in der Geschäftsbeziehung Business-to-Business üblich und dort Bestandteil der Lieferungsbedingungen. Im Rahmen der Außenhandelsfinanzierung wird bei der Importfinanzierung vorausgesetzt, dass das Lieferrisiko durch Liefergarantien oder Exportkreditversicherung abgedeckt ist. 
Die Liefergarantie soll die Lieferpflicht des Verkäufers aus § 433 Abs. 1 BGB absichern. Hierin ist eine Lieferung Zug um Zug gegen Zahlung des Kaufpreises vorgesehen, sodass bei sofortiger Kaufpreiszahlung – aber späterer Lieferung – ein Vorleistungsrisiko des Käufers besteht. Er gewährt dann dem Verkäufer einen Kundenkredit, der durch Liefergarantie abzusichern ist.
Kreditinstitute stellen Liefergarantien/-Bürgschaften im Rahmen des Avalkredits aus, Versicherungen im Rahmen der Kautionsversicherung. Der Avalkredit ist Bankgeschäft im Sinne des § 1 Abs. 1 Nr. 8 KWG, die Kautionsversicherung ist eine Versicherung für fremde Rechnung gemäß § 43 VVG. Nach der Legaldefinition des § 43 Abs. 1 VVG kann der Versicherungsnehmer einen Versicherungsvertrag im eigenen Namen für einen anderen schließen, bei dem der „andere“ Begünstigter ist (§ 44 Abs. 1 VVG).

## Rechtsfolgen
Der Garantie-/Bürgschaftsfall tritt bei Liefergarantien/Bürgschaft ein, wenn der Verkäufer/Exporteur/Auftragnehmer seinen vertraglichen Lieferpflichten nicht oder nicht termingemäß nachkommt. Der Gläubiger darf den Bürgschafts-/Garantiebetrag stets nur anfordern, wenn die besicherte Hauptverbindlichkeit besteht und der von den Vertragsparteien vereinbarte oder vorausgesetzte Sicherungsfall eingetreten ist. Der Käufer muss lediglich das behaupten, was Zahlungsbedingung der Bürgschaft war (sogenannter formeller Bürgschaftsfall). Ferner muss der Käufer – außer bei einer Bürgschaft/Garantie auf erste Anforderung – die Schlüssigkeit der Hauptforderung beweisen (sogenannter materieller Bürgschaftsfall). Dabei hat er nachzuweisen, dass die durch Bürgschaft/Garantie gesicherte Forderung fällig ist. Liegen die Voraussetzungen vor, darf der Gläubiger das Kreditinstitut oder die Versicherung aus der gegebenen Liefergarantie/-Bürgschaft auf Geldzahlung in Anspruch nehmen.
Das Kreditinstitut oder der Versicherer sind aus der Garantie/Bürgschaft verpflichtet, Zahlung zu leisten. Durch die Zahlung geht bei der Bürgschaft gemäß § 774 Abs. 1 BGB der Lieferanspruch des Käufers gegen den Verkäufer auf den Bürgen kraft Gesetzes über (Legalzession), bei der Garantie wird ein Aufwendungsersatzanspruch aus § 670 BGB zugrunde gelegt.

## Liefergarantien mit anderem Inhalt
Als Liefergarantie wird umgangssprachlich auch die Zusicherung eines Herstellers oder Händlers gegenüber dem Verbraucher bezeichnet, bestimmte Güter oder Ersatzteile (Verschleißteile) für einen bestimmten Zeitraum im Angebot zu halten. Hierdurch soll erreicht werden, dass in Massenproduktion hergestellte langlebige Güter oder Ersatzteile für längere Zeit noch käuflich bleiben. Dies trifft etwa auch beim Teleshopping zu, wenn der Lieferant für einen festen Zeitraum eine Liefergarantie anbietet.
Die so genannte Bevorratungspflicht ist dem VDMA zufolge auf diejenigen Ersatzteile einer Maschine zu beschränken, die erfahrungsgemäß innerhalb der normalen Lebensdauer der Maschine dem Verschleiß unterliegen. In Rechtsprechung und Rechtslehre besteht herrschende Meinung darüber, dass eine nachvertragliche Nebenpflicht des Herstellers/Händlers aus dem Vertrag besteht, seine Kunden, insbesondere bei natürlichem Verschleiß unterliegenden Produkten, auch nach Ablauf der Gewährleistungsfrist für einen angemessenen Zeitraum mit Ersatzteilen zu beliefern. Bei bestimmten technischen Geräten, etwa bei Autos, Maschinen oder Fernsehgeräten, wird aus den §§ 157, § 242 BGB (Grundsatz von Treu und Glauben) eine Verpflichtung dahingehend abgeleitet, dass der Verkäufer auch ohne eigene Vereinbarung erforderliche Ersatzteile für die Zeit der durchschnittlichen Lebensdauer bereithalten und gegen angemessenes Entgelt liefern muss. Die Verletzung der Pflicht zur Ersatzteillieferung fällt unter die § 280, § 286 Abs. 1 und Abs. 2 BGB.
Eine Musterregelung sieht vor, dass der Lieferant die Ersatzteillieferung nach Auslaufen der jeweiligen Serie für mindestens zehn Jahre sicherstellen wird; für diesen Zeitraum werden auch die zur Ersatzteilfertigung benötigten Fertigungsmittel aufbewahrt. Diesem Grundsatz hat sich beispielsweise die Automobilindustrie weitgehend angeschlossen. Ersatzteile sind hier Waren, die in ein Kraftfahrzeug eingebaut oder an ihm angebracht werden und ein Bauteil dieses Fahrzeugs ersetzen, wozu auch Waren wie Schmieröle zählen, die für die Nutzung des Kraftfahrzeugs erforderlich sind, mit Ausnahme von Kraftstoffen.
Eine implizite Liefergarantie enthalten auch Bierlieferungsvertrag, Rahmenvertrag, Sukzessivlieferungsvertrag oder Werklieferungsvertrag.

## Abgrenzung
Die Vertragserfüllungsbürgschaft erfasst zwar auch das Lieferrisiko, darüber hinaus aber auch die Produktqualität oder Gewährleistungspflichten. Die spezifischen Gewährleistungspflichten des Verkäufers werden im Regelfall durch Gewährleistungsbürgschaften abgesichert. Die Erfüllungsbürgschaft kann auch das Lieferrisiko abdecken; sie erlischt mit der Lieferung.

## International
Im Außenhandel und der Außenhandelsfinanzierung sichert sich der Importeur mit einer Liefergarantie vor den finanziellen Folgen der Risiken ab, dass der Exporteur die Güter nicht vertragsgerecht, insbesondere nicht termingerecht liefert oder nicht in der Lage ist, zu liefern. Zusätzliche Klauseln in der Liefergarantie können berücksichtigen, dass der Exporteur zwar liefern könnte, aber durch ein Exportverbot oder sonstige höhere Gewalt daran gehindert wird. 
Als Teil des Verfahrens zur Vergabe von Aufträgen im Wettbewerb wird in Österreich oft das sogenannte Vadium gefordert, welches an den Auftraggeber verfällt, falls der Bieter nicht (fristgerecht) liefert.
In anderen Fällen werden die Ausschreibenden häufig durch eine Bietungsgarantie gesichert. Kreditinstitute/Versicherer übernehmen hierbei die Gewähr dafür, dass der Bieter ein ernsthaftes Angebot abgibt und nicht zurücktritt, bevor der Vertrag zum Abschluss kommt.